# باشگاه فوتبال ولژ موستار
باشگاه فوتبال ولژ موستار یک باشگاه فوتبال مستقر در موستار، بوسنی و هرزگوین است که در حال حاضر بالاترین سطح لیگ فوتبال در این کشور به فعالیت می‌پردازد.
این باشگاه به عنوان یکی از قدیمی‌ترین باشگاه‌های فوتبال در بوسنی و هرزگوین شناخته می‌شود.